# Sarıyer SK
Sarıyer Spor Kulübü est un club turc de football basé à Istanbul.
Le club évolue en première division pendant 13 saisons : tout d'abord de 1982 à 1994, puis une dernière fois lors de la saison 1996-1997.

## Historique
- 1940 : fondation du club

## Palmarès
- Coupe des Balkans des clubs (1) :
  - Vainqueur : 1992

## Parcours en championnat
- Championnat de Turquie : 1982-1994, 1996-1997
- Championnat de Turquie D2 : 1963-1969, 1971-1982, 1994-1996, 1997-2001, 2004-2005
- Championnat de Turquie D3 : 1969-1971, 2001-2004, 2005-

## Anciens entraîneurs
- Cor van der Hart